# Vincenzo Duranti
Vincenzo Duranti, o Durante (Palazzolo sull'Oglio, 1509 – Asola, 1570) è stato un vescovo cattolico italiano.

## Biografia
Nacque a Palazzolo sull'Oglio, nella diocesi di Brescia, nel 1509, figlio di Nicola, in una famiglia che aveva visto alcuni esponenti avviati alla carriera ecclesiastica: lo zio Pietro era stato arcidiacono della cattedrale di Brescia e nel 1537 divenne vescovo di Termoli, mentre il cugino Durante divenne cardinale.
Nel 1534 si laureò in utroque iure a Padova e l'anno seguente divenne canonico della cattedrale di Brescia, grazie all'intervento dello zio. 
Successivamente fu chiamato presso la corte pontificia di papa Paolo III, divenendo familiare del pontefice nel 1538, come lo zio e il cugino e come, dopo di lui, il fratello Bartolomeo. In quello stesso anno fu nominato governatore di Spoleto e Camerino e ottenne il beneficio sulla chiesa di Boario.
Nel 1539, alla morte dello zio, gli succedette come vescovo di Termoli, inoltre il papa lo nominò inoltre referendario di entrambe le segnature, nonché datario di Sua Santità. Nel 1540 divenne anche prelato domestico di Sua Santità e infine scrittore apostolico e abbreviatore delle lettere apostoliche.
La sua carriera ecclesiastica fu bruscamente interrotta nel febbraio 1541, quando fu dispensato dall'ufficio di datario, in quanto fu accusato di aver falsificato bolle pontificie. 
Costretto a lasciare Roma, si ritirò allora a Termoli, dove rimase più o meno continuativamente sino al 1545, mentre a Brescia riceveva nuovi benefici. Dal 1545 al 1551 la sua presenza a Termoli divenne saltuaria.
Tra il 1545 e il 1547 partecipò alle prime fasi del concilio di Trento, mantenendosi in posizione defilata. Prese attivamente parte alla discussione per difendere le prerogative vescovili e si mostrò a favore della residenza dei vescovi nella propria diocesi.
Nel 1551 era di nuovo a Roma, fra i referendari delle due segnature, e nel 1553 fu nominato vicario generale dell'arcidiocesi di Ravenna.
Nel 1555 divenne vicario generale della diocesi di Brescia, dove era vescovo il cugino Durante e dove nel frattempo il fratello Nicola era stato investito del canonicato e della prebenda del capitolo. Dopo la morte del cardinale ordinò vescovo Domenico Bollani, rimanendo vicario generale della diocesi.
Tra il 1562 e il 1563 partecipò nuovamente al concilio, mantenendo una posizione defilata. Nel 1564 rinunciò ad alcuni dei suoi benefici ecclesiastici bresciani ed anche alla sua diocesi di Termoli, nella quale non era più stato presente dal 1551.
Mori nel 1570 ad Asola, ricevendo sepoltura a Brescia.

## Successione apostolica
La successione apostolica è:
- Vescovo Domenico Bollani (1559)